# Франческо I да Карара
Франческо I да Карара (на италиански: Francesco I da Carrara, il Vecchio; * 29 септември 1325, Падуа, † 6 октомври 1393, Монца) е господар на Падуа от 1350 до 1388 г.

## Произход и управление
Той е син на Якопо (Джакомо) II да Карара († 19 декември 1350), господар на Падуа, и съпругата му Лиета ди Монтемерло.
Франческо наследява баща си като господар на Падуа. През 1356 г. получава от император Карл IV титлата имперски викар. Между 1372г. - 1373 г. с подкрепата на Унгария води война с Венция, която завършва безрезултатно. Между 1375г. и 1381г. е съюзник на Генуа във войната Киоджа, след края на която получава от Леополд III Австрийски град Тревизо.  
Бернабо Висконти, владетел на Милано, завладява Парма и поставя там през 1364 г. за управител синът си Марко Висконти, сгоден за дъщеря на Франческо I да Карара. Годежът е развален, понеже майката на Марко Висконти Беатриче Регина дела Скала е против тази връзка понеже Карара водят точно поход против нейната фамилия във Верона.
Той е приятел на поета Франческо Петрарка.

## Брак и семейство
∞ за Фина Буцакарини († 1406), от която има един син и две дъщери:
- Франческо II да Карара (* 1359 † 1406), господар на Падуа, ∞ 1377 за Тадеа д'Есте (* 1365 † 1404), дъщеря на Николо II д’Есте, маркиз на Модена, от която има 5 сина и 2 дъщери
- Чечилия (* 1350, † 1427/1430), ∞ 23 януари 1367 за херцог Венцел от Саксония-Витенберг (* 1337, † 15 май 1388, Целе) от рода Аскани, херцог на Саксония-Витенберг, курфюрст в Свещената Римска империя и фюрст на Люнебург през 1370 – 1388 г., от когото има 4 сина и 2 дъщери
- Елизабета († пр. 24 май 1395), ∞ Фридрих III († 23 януари 1423), граф фон Йотинген, син на Лудвиг XI, граф фон Йотинген и съпругата му Имагина фон Шаунберг.

Франческо I има един извънбрачен син от неизвестна жена:
- Конто да Карара († сл. юни 1391).